# Елізабет Мун
Сьюзен Елізабет Норріс, у шлюбі Мун (англ. Elizabeth Moon, 7 березня 1945) — американська письменниця, що працює у низці фантастичних жанрів від наукової фантастики до фентезі. За освітою історик і біолог, ветеран Корпусу морської піхоти США, що пояснює зацікавленість письменниці в жанрі бойової фантастики.

## Біографія
Народилась і виросла в Макаллен, штат Техас. Містечко знаходиться в 250 милях південніше від Сан-Антоніо, у 8 милях від кордону з Мексикою. Батьки розлучились майже зразу після її народження, вихованням займалася мати. 
Елізабет почала писати ще дитиною. У 6 років спробувала писати книгу про собаку. Це надихнуло її займатись літературою. Наступним кроком була науково-фантастична літературу для підлітків.
В 1968 році вона здобула ступінь бакалавра з історії Університету Райса в Х'юстоні, штат Техас, отримала другу освіту в Остині (бакалаврат з біології). У 1968 році вона приєдналася до Морського корпусу США як експертка з комп'ютерної техніки, досягла звання лейтенанта. 
В 1969 році одружилася з Річардом Слоном Муном (Richard Sloan Moon). У 1983 році народила сина Майкла.
Шість років Елізабет Мун працювала на «швидкій допомозі», чотири роки займала виборний пост міського олдермена.
Мун також любить фотографувати дику природу та різні рослини, співає в хорі, готує їжу для друзів та родини, малює, читає, в'яже, і планує наступні книги, лежачи в гамаку.

## Літературна діяльність
Перший роман «Шлях найманця» вийшов у 1988 році, був нагороджений премією Комптон Крок (Compton Crook) за найкращий перший роман. 
На січень 2016 року Елізабет Мун мала 26 романів у друкованому вигляді і опублікувала 50 коротких робіт в різних журналах і альманахах.
Велика частина її робіт написана на тему військової наукової фантастики. Роман «Швидкість темряви» (2003) — це історія, про майбутнє з точки зору комп'ютерного програміста з аутизмом, натхненного власним сином-аутистом Майклом.

## Твори
Елізабет Мун брала участь у співавторських проєктах. Наприклад, для проєкту Ірета (англ. Ireta) у співавторстві з американо-ірландською фантастку Енн Маккефрі вона створила романи:
- «Сассінак» (англ. Sassinak, 1990)
- «Покоління воїнів» (англ. Generation Warriors, 1991)
- «Космічні пірати» (англ. Planet Pirates, 1993, у співавторстві з Джоді Лінн Най

Найпопулярнішими вважаються твори Мун з циклу про Паксенарріоне, Vatta's War і цикл про Суіза і Серано.
- Цикл творів «Gird» (він же Paks Universe)
- серія «The Legacy of Gird»
- «Surrender None» (1990)
- «Liar's Oath» (1992)

Серія «Хроніки Паксенарріон» (англ. «The Deed of Paksenarrion):
- роман «Донька вівцефермера» (англ. «Sheepfarmer's Daughter, 1988)
- роман «Розділена вірність» (англ. «Divided Allegiance, 1988)
- роман «Клятва з золота» (англ. «Oath of Gold, 1989)
- оповідання «Those Who Walk in Darkness» (1990)
- оповідання «Дари» (англ. Gifts, 2004)

Цикл творів «Династія воїнів» (англ. Serrano Legacy)
серія «Heris Serrano»:
- роман «Hunting Party» (1993)
- роман «Sporting Chance» (1994)
- роман «Winning Colours» (1995)

Серія «Есмей Суіза» (англ. Esmay Suiza):
- роман «Герой мимоволі» (англ. Once a Hero, 1995)
- роман «Правила гри» (англ. Rules of Engagement, 1998)

Серія «Suiza and Serrano»:
- роман «Зміна командування» (англ. Change of Command, 1999)
- роман «Against the Odds» (2000)

Цикл творів «Vatta's War»
- роман «Trading in Danger» (2003)
- роман «Marque and Reprisal» (2004)
- роман «Engaging the Enemy» (2006)
- роман «Command Decision» (2007)
- роман «Victory Conditions» (2008)

## Нагороди
Елізабет Мун має нагороди:
- Меморіальна премія імені Комптона Крука (1990);
- Премія «Неб'юла» за кращий роман (2003);
- Премія імені Роберта Гайнлайна (2007).